# Megesheim
Megesheim è un comune tedesco di 884 abitanti, situato nel land della Baviera.